# 戈纳尔斯
戈纳尔斯（義大利語：Gonars），是意大利乌迪内省的一个市镇。总面积19.9平方公里，人口4803人，人口密度241.4人/平方公里（2009年）。ISTAT代码为030044。